# Hraň
Hraň (em húngaro: Garany) é um município da Eslováquia, situado no distrito de Trebišov, na região de Košice. Tem 17,4 km² de área e sua população em 2018 foi estimada em 1.577 habitantes.

## Demografia
| Ano:        | 1994 | 2004   | 2014   | 2024   |
| ----------- | ---- | ------ | ------ | ------ |
| Broj ljudi: | 1436 | 1566   | 1617   | 1528   |
| Razlika:    |      | +9,05% | +3,25% | -5,50% |

| Ano:               | 2023 | 2024   |
| ------------------ | ---- | ------ |
| Número de pessoas: | 1551 | 1528   |
| Diferença:         |      | -1,48% |